# Metropolitní město Bari
Metropolitní město Bari (Città metropolitana di Bari) je italský správní celek druhé úrovně v regionu Apulie. Vzniklo ze stejnojmenné provincie v roce 2015. Sousedí na západě s provinciemi Barletta-Andria-Trani a Potenza, na jihu s provinciemi Taranto a Matera a na východě s provincií Brindisi. Na severu její břehy omývá Jaderské moře.

## Okolní provincie
| Růžice kompasu | Barletta-Andria-Trani |                         |          | Růžice kompasu |
| Růžice kompasu | Potenza               | Sever                   |          | Růžice kompasu |
| Růžice kompasu | Potenza               | Metropolitní město Bari |          | Růžice kompasu |
| Růžice kompasu | Potenza               | Jih                     |          | Růžice kompasu |
| Růžice kompasu | Matera                | Taranto                 | Brindisi | Růžice kompasu |